# Azofärgämne

Strukturformel för azofärgämnet anilingult (p-aminoazobensen).

Azofärgämnen är färgämnen som innehåller en eller flera azogrupper, bestående av två kväveatomer med dubbelbindning mellan, -N=N-. Dessa azogrupper är kromofora och azofärgämnena utgör majoriteten av alla organiska färgämnen.
Azofärgämnen används främst till att infärga textila material men förekommer även som pH-indikatorer, pigment i målarfärg och tillsatser i livsmedel.

## Framställning
Azofärgämnen framställs genom diazotering följt av diazokoppling. Förenklat innebär detta att aromatiska aminer omvandlas till salter för att sedan kopplas samman med andra aromatiska föreningar. Aminerna är vanligen derivat av anilin eller naftylamin. De aromatiska föreningarna (kopplingskomponenter) innehåller aktiverande auxokromer och är vanligen aminer, fenoler, eller naftoler (1-Naftol och 2-Naftol). Eftersom både aminerna och kopplingskomponenterna kan innehålla ett flertal olika funktionella grupper blir antalet möjliga azofärgämnen stort .

## Historia
Diazotering blev ett begrepp redan 1858, när kemisten Johann Peter Griess upptäckte att aromatiska aminer ger upphov till instabila salter vid reaktion med salpetersyrlighet . Ett par år senare lyckades Griess och kemisten Charles Mene, oberoende av varandra, framställa azofärgämnet anilingult utifrån anilin. Anilingult blev dock ingen kommersiell framgång utan genombrottet för azofärgämnen kom först med bismarckbrunt. Till skillnad från anilingult erbjöd bismarckbrunt god tvättäkthet och hög infärgningsförmåga. Kemisten Carl Alexander von Martius var upphovsmannen till färgämnet (1863) som senare namngavs efter tyske statsmannen Otto von Bismarck . Först genom Otto Nikolaus Witts upptäckt av krysoidin 1876 kunde den syntetiska framställningen av anilinfärger praktiskt genomföras. En annan kemist, Paul Böttiger, beviljades 1884 patent på ett azofärgämne som kunde appliceras direkt på bomull utan tillsats av fixeringsmedel (betning). Böttiger försökte förgäves sälja rättigheterna till kemiföretagen Bayer AG, BASF och Hoechst. Istället blev det Agfa, grundat av von Martius, som köpte patentet och senare saluförde färgämnet under namnet kongorött. Kongorött gjorde succé på den globala färgmarknaden när det lanserades.

## Lagstiftning och debatt i Europa
Azofärgämnen är av tradition vanliga som livsmedelstillsatser. Eftersom dessa anses ge upphov till allergiska reaktioner blev emellertid flertalet av dessa förbjudna för detta ändamål i Sverige. År 1999 infördes dock EU:s regler i Sverige, vilket innebar att fyra tidigare förbjudna azofärgämnen, azorubin, allurarött AC, brun HT och litorubin BK, åter blev tillåtna som livsmedelstillsatser.
I slutet av 2007 publicerades en brittisk forskningsrapport, "Southamptonstudien", där vissa hittills tillåtna azofärgämnens tillåtlighet ifrågasattes. 14 mars 2008 uttalade European Food Safety Authority (EFSA, Europeiska myndigheten för livsmedelssäkerhet) att Southamptonstudien inte gav anledning till att ändra listan över godkända livsmedelstillsatser. Det svenska Livsmedelsverket (SLV) stöder EFSA-beslutet.
E 128, Röd 2G har tidigare varit tillåten men blev förbjuden inom Europeiska Unionen efter 27 juli 2007 (EG-förordning 884/2007). Denna tillsats har förekommit endast i vissa brittiska och irländska köttvaror, och har aldrig använts i svenskproducerade livsmedel.

### Azofärgämnen tillåtna som livsmedelstillsatser inom EU (2008)
| E-nummer | Namn             | Färg       | Synonym                 | C.I.-nummer |
| -------- | ---------------- | ---------- | ----------------------- | ----------- |
| E 102    | tartrazin        | gul        | Acid Yellow 23          | 19140       |
| E 110    | para-orange      | gul-orange | Food Yellow 3           | 15985       |
| E 122    | azorubin         | röd        | Food Red 3              | 14720       |
| E 123    | amarant          | röd        | Acid Red 27             | 16185       |
| E 124    | nykockin         | röd        | Ponceau 4R, Acid Red 18 | 16255       |
| E 129    | allurarött AC    | röd        | Food Red 17             | 16035       |
| E 151    | briljantsvart BN | svart      | Food Black 1            | 28440       |
| E 155    | brun HT          | brun       | Food Brown 3            | 20285       |
| E 180    | litolrubin BK    | röd        | Pigment Red 57          | 15850       |

### Kontroversiellt beslut
EFSA:s inställning har rönt åtskillig kritik. 2008 i april fick hälsokommissionären Androulla Vassiliou en protestskrivelse undertecknad av 42 intresseorganisationer från 12 länder i Europa. Man kräver att kommissionären antingen ger EFSA bakläxa eller ser till att det blir mer forskning i frågan.
Inom Europaparlamentet pågår (2008) en allmän diskussion om tillsatser i livsmedel, och röster har höjts att livsmedel som innehåller azofärgämnen borde förses med särskild märkning om detta. 
Europaparlamentets miljöutskott har röstat för att dessa färgämnen ska förbjudas i ny lagstiftning för livsmedelstillsatser. 
Flera länder, bland annat Storbritannien och Danmark, har beslutat att inte bry sig om EU och tar därför bort azofärgerna från livsmedel på eget bevåg. 
I Sverige har Ica beslutat att ta bort azofärgämnen i godis, men behålla dem i stenbitsrom, som ju inte riktar sig till barn. Coop har fasat ut azofärgämnen. 
Enligt en rapport från Råd & Rön 28 Jan 2009 presenterad av SVT, hittades tillsatserna E102, E104, E110, E112, E122, E124, E129 i olika produkter men främst i kaviar, räkor, vanligt godis, bakverk, snacks, läsk, vanliga juicer trots löften från livsmedelsbranschen 2008 att ta bort dessa. 2007 presenterade Brittiska forskare en studie som visade att azo-färger kan ge beteendestörningar. 

### Fotnoter
1. ↑  Zollinger, 165-173
2. ↑   Griess, 123-125
3. ↑   Brown et al., 12
4. ↑  Carlquist, Gunnar, red (1929). Svensk uppslagsbok. Bd 2. Malmö: Baltiska förlaget AB. sid. 999
5. ↑   Steensma, 250-252
6. ↑  Svenska Dagbladet 2008-03-15
7. ↑  Svenska Dagbladet 2008-04-12, Nyheter s 15
8. 1 2 3  Svenska Dagbladet 2008-05-14
9. ↑  Råd & Rön 1/2009